# Kürtőskalács
Kürtőskalács (česky komínový koláč) je sikulský a maďarský národní sladký pokrm. Jedná se o duté pečivo, které se dříve jedlo při slavnostních příležitostech. Dnes se v maďarských a rumunských domácnostech peče běžně.

## Způsob přípravy

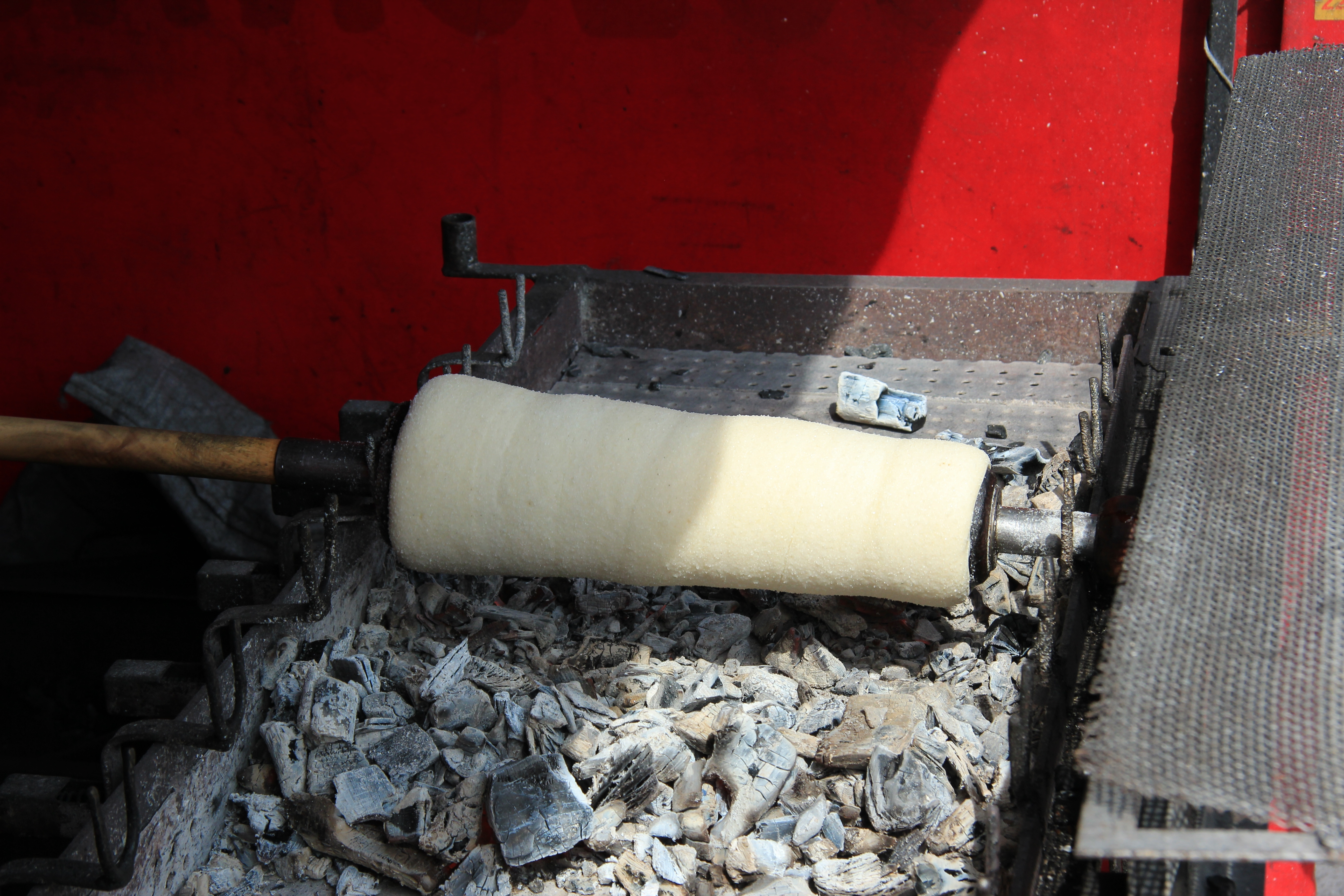
Příprava Kürtőskalácse

Kürtőskalács je vyroben ze sladkého kynutého těsta. Poté se těsto nakrájí na úzké proužky, které se obalí v cukru a natáčí vedle sebe na vodorovně položené tyče. Pečou se nad horkým uhlím. Během pečení se cukr zkaramelizuje a Kürtőskalács se polije horkým máslem. Upečený Kürtőskalács se může posypat vlašskými ořechy a skořicí.

## Světové varianty

### Trdelník

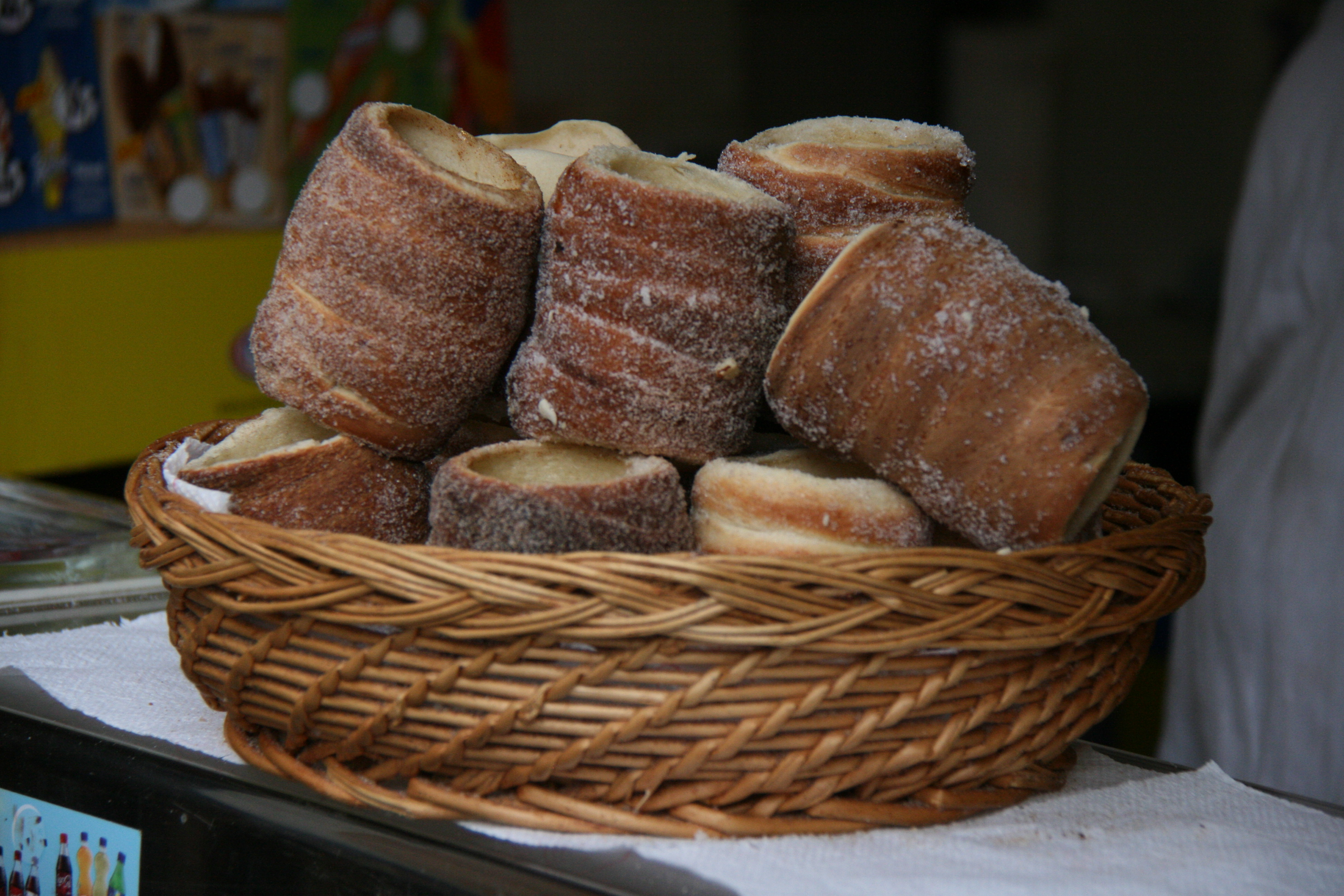
Trdelník je považován za staročeskou specialitu, což je však jen podvod mířený převážně na turisty

Trdelník je v Česku na pražských vánočních trzích velmi populární varianta Kürtőskalácse. Na rozdíl od Kürtőskalácse se však peče na otevřeném ohni a nepotírá se horkým máslem a někteří výrobci plní dutý vnitřek zmrzlinou. Trdelník je vydáván za staročeskou specialitu, což je podvod mířený převážně na turisty. Reportér Janek Rubeš tvrdí, že i hamburger je více český než trdelník.

### Šakotis

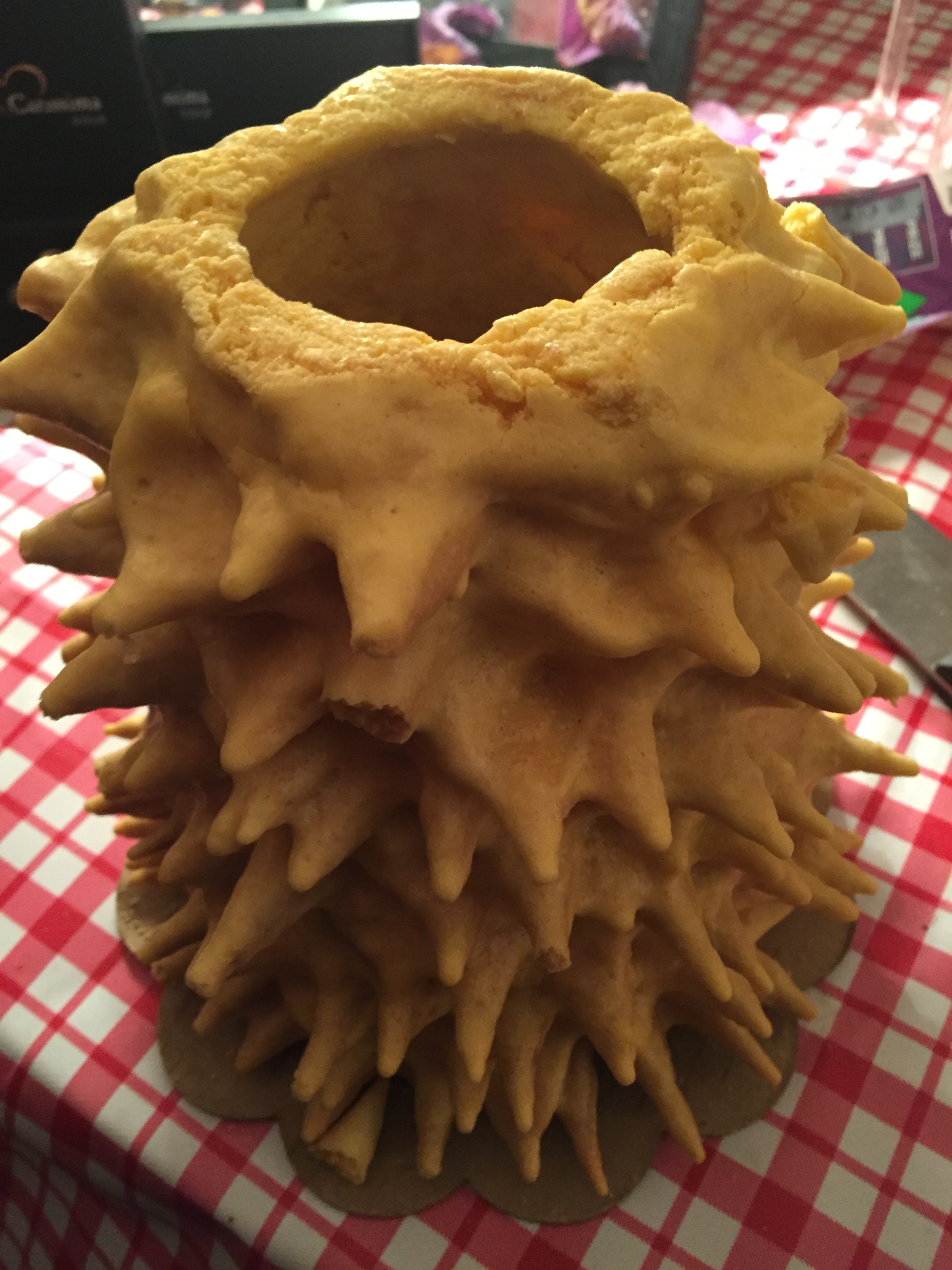
Šakotis je populární v Litvě a v Polsku

Šakotis je litevský a polský moučník z másla, vajec a droždí. Peče se na otevřeném ohni.